# Rein Saluri
Rein Saluri (ur. 22 września 1939 w Salla, Estonia, zm. 13 października 2023) – estoński pisarz, scenarzysta i tłumacz literatury rosyjskiej.
W latach 1946–1951 wraz z rodziną był deportowany do Tobolska. W 1964 r. ukończył biologię na Uniwersytecie w Tartu a tytuł doktora uzyskał na Uniwersytecie Leningradzkim. Początkowo pracował w instytucjach naukowych, później w redakcjach czasopism Horisont, Noorus oraz Looming. 
Zadebiutował w 1972 r. opowiadaniem Mälu. Specjalizuje się głównie w krótszych formach literackich, pisze także sztuki teatralne, słuchowiska radiowe i książki dla dzieci. 
Trzykrotnie został wyróżniony nagrodą im. Friedeberta Tuglasa: w 1973 r. za opowiadanie Mälu, w 1981 r. za opowiadanie Lõimetishoole oraz w 1988 r. za opowiadanie 5.3.53 (wszystkie publikowane były na łamach czasopisma Looming). W 1977 r. uhonorowany nagrodą literacką im. Juhana Smuula za sztukę teatralną Poiste sõidud.
Członek Związku Pisarzy Estonii od 1974 r. W latach 1962–1989 należał do partii komunistycznej.
W przekładzie na język polski ukazały się cztery opowiadania (Matka, Po kłopocie, Salon, Ojciec), zamieszczone w tomie Kochanka diabła. Opowiadania estońskie, opracowanym i przełożonym przez Aarne Puu, Warszawa 1984, opowiadanie Zbieracz, które ukazało się na łamach czasopisma Literatura radziecka, nr 1/1989 w przekładzie Wiesławy Zagórskiej oraz opowiadanie Salon, opublikowane w Literaturze na Świecie nr. 11/1983 w przekładzie A. Puu.

## Dzieła
- 1972 - Mälu
- 1974 - Külalised (sztuka teatralna)
- 1976 - Kõnelused (opowiadania)
- 1977 - Poiste sõidud (sztuka teatralna)
- 1979 - Mees teab
- 1979 - Rebane räästa all (opowiadania)
- 1981 - Kala  metsas (opowiadania)
- 1981 - Uksed lahti, uksed kinni
- 1983 - Üks, kaks, ja korraga